# Oonops leai
Espèce
Oonops leai est une espèce d'araignées aranéomorphes de la famille des Oonopidae.

## Distribution
Cette espèce est endémique de l'île Lord Howe.

## Étymologie
Cette espèce est nommée en l'honneur d'Arthur Mills Lea.

## Publication originale
- Rainbow, 1920 : Arachnida from Lord Howe and Norfolk Islands. Records of the South Australian Museum, vol. 1, p. 229-272 (texte intégral).